# Stefano Bensi
Stefano Bensi, né le 11 août 1988 à Schifflange, est un footballeur international luxembourgeois d'origine italienne, qui joue au poste d'ailier reconverti entraîneur.

## Biographie

### En club
Formé à l'US Rumelange, il effectue une demi-saison en Division 2 belge (11 matchs, 2 buts), avant de revenir au Luxembourg. 
Il évolue de 2009 à 2012 au F91 Dudelange, club avec lequel il remporte deux championnats et une Coupe.
Le 6 novembre 2011, il inscrit un quadruplé en championnat lors d'un match contre Pétange (victoire 10-0). Il termine la saison avec 18 buts inscrits en championnat. 
Il est ensuite transféré au CS Fola Esch, où il remporte à nouveau deux championnats.
Stefano Bensi inscrit 20 buts en première division luxembourgeoise lors de la saison 2012-2013, ce qui fait de lui le meilleur buteur du championnat, à égalité avec le Bosnien Edis Osmanović.

### En équipe nationale
Stefano Bensi reçoit sa première sélection en équipe du Luxembourg le 11 octobre 2008, contre l'équipe d'Israël, dans le cadre des éliminatoires du mondial 2010 (défaite 1-3).
Il inscrit son premier but avec le Luxembourg le 7 juin 2013, contre l'Azerbaïdjan, dans le cadre des éliminatoires du mondial 2014 (match nul 1-1 à Bakou). Il inscrit son deuxième but en sélection quelques jours plus tard, le 14 août, en amical contre la Lituanie (victoire 2-1).
Par la suite, le 10 septembre, il inscrit son troisième but en équipe nationale, contre l'Irlande du Nord (victoire 3-2), à nouveau lors d'un match comptant pour les tours préliminaires de la Coupe du monde. Il inscrit son quatrième but le 9 octobre 2014, contre la Macédoine, dans le cadre des éliminatoires de l'Euro 2016 (défaite 3-2 à Skopje).

## Palmarès
- Champion du Luxembourg en 2011 et 2012 avec Dudelange ; en 2013 et 2015 avec Fola Esch
- Vainqueur de la Coupe du Luxembourg en 2012 avec Dudelange